# Hanns Gläser
August Johannes Max Gläser (* 14. Mai 1903 in Söllichau; † 2. Dezember 1977 in Freiburg im Breisgau) war ein deutscher Forstwissenschaftler.

## Leben
Gläser war ein Sohn des königlichen Hilfsjägers Max Gläser und von Anna Gläser geb. John. Wenige Jahre nach 1903 verzog die Familie von Söllichau an andere Dienstorte des Vaters. Seine Kindheit teilweise bei den Großeltern in Erfurt verbringend legte Gläser 1921 das Abitur am Realgymnasium Himmelspforte ab. Die Forstlehre absolvierte er in Benneckenstein und studierte danach an der Forstlichen Hochschule Hannover-Münden bis 1925. Die Referendarzeit bis 1928 leistete Gläser in der Lehroberförsterei Biesenthal der Forstlichen Hochschule Eberswalde ab. Hier galt sein Interesse den Leistungsparametern der revolutionären Zweimann-Motorsäge. Nach der Staatsprüfung blieb Gläser weiter an der Hochschule als Wissenschaftlicher Assistent. 1932 wurde er mit der Arbeit "Beiträge zur Form der Waldsäge und zur Technik des Sägens" zum Dr. rer.silv promoviert. Im gleichen Jahr übertrug man ihm die Leitung des Forstamtes Rhoden (bei Kassel). Hier gründete Gläser 1936 eines der ersten stationären Waldarbeiterschulungszentren der Welt.
1938 holte man ihn in das Reichsforstamt als Referendar für den Vierjahresplan (Maschinenentwicklung, Holzverarbeitung) nach Berlin. 1941 veröffentlichte Gläser seine bahnbrechende Studie zur "Neugestaltung des Hauungsbetriebes" in der Zeitschrift "Der Deutsche Forstwirt". 1945–1946 war Gläser als Leiter des Forst- und Holzwirtschaftsamtes sowie als Forstinspektionsbeamter im Regierungsbezirk Wiesbaden tätig. In letzterem Jahr übernahm er einen Lehrauftrag für forstliche Arbeitswissenschaften an der Forstlichen Fakultät der Georg-August-Universität Göttingen in Hannover-Münden. Mit dem Thema "Das Rücken des Holzes - Übersicht über Hilfsmittel und Arbeitsverfahren zum Rücken von Stamm- und Schichtholz in den Wäldern" 1951 habilitierend, wurde Gläser 1953 Professor. An dem von ihm gegründeten Institut für Waldarbeit und Forstmaschinenkunde der Universität Göttingen wurde er1955 Direktor. 1954 erfolgte seine Berufung als Vizepräsident des FAO/ECE "Joint Commitee on forest working techniques and training of forest workers". Im Auftrag dieser Organisation führte Gläser 1956 bis 1959 einen ersten FAO-Einsatz im Iran durch. Von 1962 bis 1964 war er sodann im Auftrag der FAO Professor an der Universität La Plata in Argentinien. In der Folge führte er bis 1968 wiederum einen Einsatz im Iran aus. In jenem Jahr wurde er schließlich pensioniert.
Neben den genannten Veröffentlichen verfasste Gläser insgesamt 180 Beiträge in Zeitschriften, jedoch auch mehrere eigenständige Schriften.

## Werke
- Die Ernte des Holzes (1954, 3 Auflagen)